# Anisodes gnophostephana
Anisodes gnophostephana là một loài bướm đêm trong họ Geometridae.